# Голихов, Освальдо
Освальдо Ноэ Голихов (исп. Osvaldo Noé Golijov; род. 5 декабря 1960, Ла-Плата) — американский композитор аргентинского происхождения.

## Биография
Родился в семье еврейских выходцев из Румынии и СССР, его мама румынка и папа украинец  покинувших Европу в 1920-х годах; отец (Хосе Голихов, 1927—1989) — врач, мать (Этель Пекаровская, 1931—1988) — преподаватель фортепиано.
Первые уроки игры на фортепиано получил у матери. Учился в школе с обучением на идише, затем в консерватории города Ла-Плата у Херардо Гандини. В 1983 году переехал в Израиль, где учился у Марка Копытмана в Иерусалимской академии музыки и танца. В 1986 году поселился в США, где изучал композицию в Пенсильванском университете у Дж. Крама. Музыка Голихова вбирает в себя как еврейские традиции (клезмерские и литургические), так и мотивы латиноамериканского танго.
С начала 1990-х постоянно сотрудничает со струнным квартетом Сент-Лоренса и Кронос-квартетом, аргентинским композитором и гитаристом Густаво Сантаолалья, американской певицей-сопрано Дон Апшоу и др.

## Творчество и признание
В 2000 году по заказу Международной Баховской академии в Штутгарте Голихов написал ораторию «Страсти по Марку» в честь Иоганна Себастьяна Баха (в этом проекте участвовали также Тань Дунь, Вольфганг Рим и  Софья Губайдулина). В январе 2006 в Линкольновском Центре Нью-Йорка был открыт фестиваль «Страсти по Освальдо Голихову», он назван в США композитором года.
Писал музыку к фильмам Салли Поттер «Человек, который плакал» (2000), Ф. Ф. Копполы «Юность без юности» (по роману Мирчи Элиаде) (2007) и «Тетро» (2009).

## Произведения
- Ballad of the Drawned Solitude (1989, для голоса и камерного оркестра)
- Cantata de los Inocentes (1990, для хора)
- There is a Wind and there are Ashes in the Wind (1991, для голоса и камерного оркестра, на слова Э. Визеля)
- Amor americano (1991, для солиста и оркестра, на стихи П. Неруды)
- Yiddishbbuk (1992, для камерного оркестра)
- K’vakarat (1994, для голоса и камерного оркестра)
- November (1994, для камерного оркестра)
- The Dreams and Prayers of Isaac the Blind (1994, для солиста и оркестра)
- Oceana (1996, для солистов, хора и оркестра, на стихи П. Неруды)
- Last Round (1996, для оркестра)
- La Pasion segun San Marcos (2000, опера)
- Lullaby and Doina (2001, для камерного оркестра)
- Lúa descolorida (2002, для солиста и оркестра, на стихи Ф. Г. Лорки)
- K’in Sventa Ch’ul Me’tik Kwadalupe (2002, для камерного оркестра)
- Tenebrae (2002, для голоса и камерного оркестра)
- Three Songs for Soprano and Orchestra (2002, на стихи С. Поттер, Р. де Кастро, Э. Дикинсон)
- Ainadamar (2003, опера, две премии Грэмми за 2007)
- Tekyah (2004, для камерного оркестра)
- Ayre (2004, для сопрано и камерного ансамбля)
- Azul (2006, концерт для виолончели с оркестром)
- Rose of the Winds (2007, для виолончели, ансамбля Шёлковый путь и оркестра)
- Mariel, для виолончели с оркестром (2008)